# Soupir (groupe)
 (octobre 2014).
Si vous disposez d'ouvrages ou d'articles de référence ou si vous connaissez des sites web de qualité traitant du thème abordé ici, merci de compléter l'article en donnant les références utiles à sa vérifiabilité et en les liant à la section « Notes et références ».
Pour les articles homonymes, voir Soupir.
Soupir est le nom d'un groupe musical formé et dissous en 1983, étant surtout connu sur la scène musicale québécoise pour son tube Larmes de Métal.

## Membres
- Normand Brathwaite (voix)
- Paul Pagé (claviers)
- Marie Bernard (voix)

## Larmes de Métal
C'est dans le cadre de l'émission Pop Citrouille que Normand Brathwaite (qui fait partie de la distribution de l'émission de jeunesse) prend le risque de présenter le clip d'une chanson intitulé Larmes de Métal, qu'on peut facilement qualifier de pionnière du genre synthpop au Québec.
La chanson raconte l'histoire d'un robot au cœur blessé criant sa tragédie, exigeant des explications de l'objet de son désir. Aucune réelle évolution n'est apportée à ces prémices de bases.
Bien que souvent ridiculisée pour ses paroles simples, la chanson a traversé l'épreuve du temps. On peut aujourd'hui la retrouver sur la compilation Québectronique 80. On y retrouve également une reprise de la chanson interprétée par Mahée Paiement, Normand Brathwaite et Les Denis Drolet, qui conserve essentiellement la même structure que l'originale avec un peu plus de chaos vers la fin.  Le 7 mars 2009, Nanette Workman interprète une version blues très étonnante de la chanson Les Larmes de métal dans le cadre de l'émission Belle et Bum animée par Normand Brathwaite.

## Discographie
Soupir n'a produit qu'un seul album, éponyme, en 1983, propulsé principalement par le succès des pièces Les Larmes de métal et Graffeti.

## Anecdote
Les Larmes de métal a été reprise par le groupe Plastic Lite sur l'album intitulé Je suis un robot.